# Le Scienze
Le Scienze (les Sciences) est une revue scientifique italienne, fondée en 1968 avec la collaboration d'Alberto Mondadori et de Felice Ippolito, avec pour intention de créer une version italienne de la revue américaine Scientific American.
Elle fait partie du Gruppo Editoriale L'Espresso.